# 6-Stunden-Rennen von Spa-Francorchamps 2018

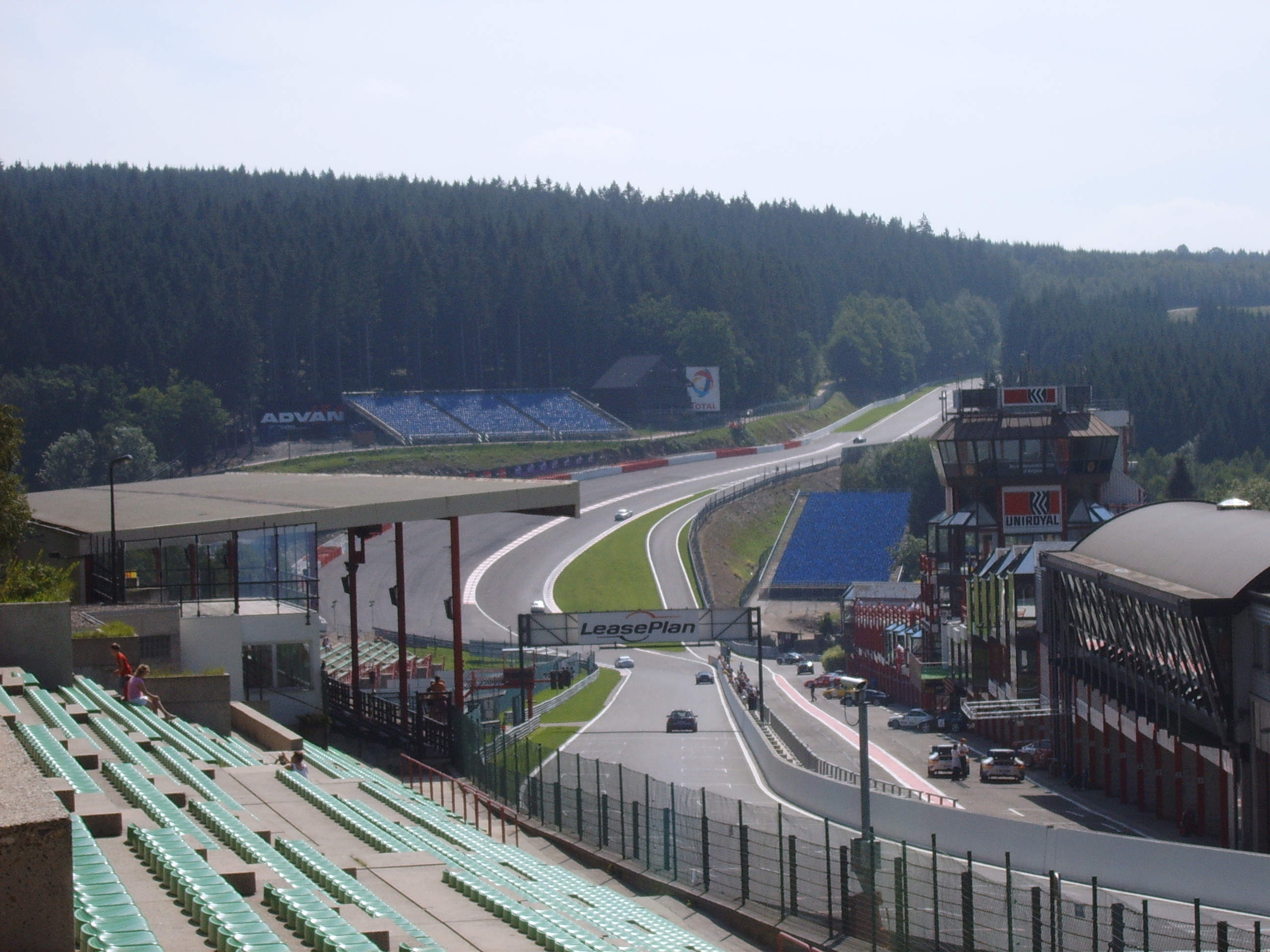
Die Eau Rouge Kurvenkombination, in dieser verunglückte Pietro Fittipaldi während der Qualifikation schwer.

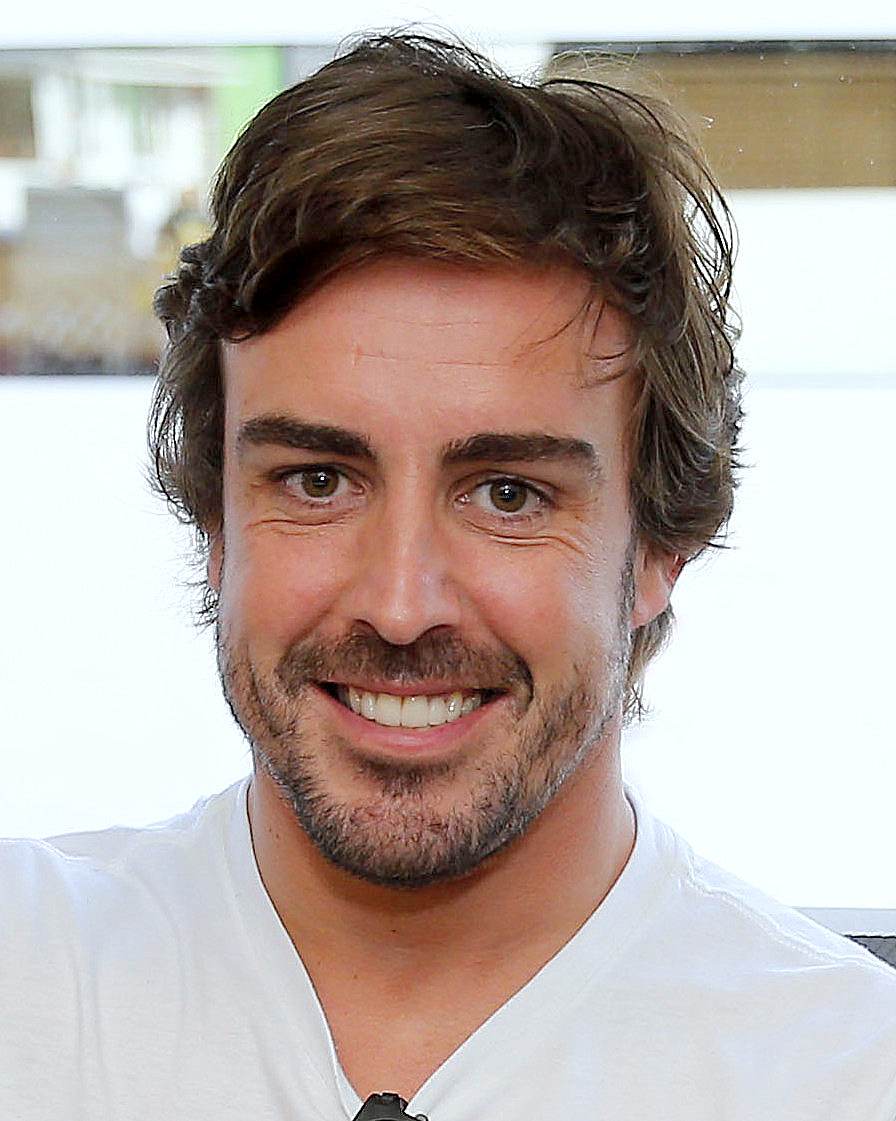
Fernando Alonso gewann auf Anhieb sein erstes Rennen in der Langstrecken-Weltmeisterschaft.

Das siebte 6-Stunden-Rennen von Spa-Francorchamps, auch Total 6 Hours of Spa-Francorchamps, fand am 5. Mai 2018 auf dem Circuit de Spa-Francorchamps statt und war der erste Wertungslauf der FIA-Langstrecken-Weltmeisterschaft 2018/19.

## Vor dem Rennen
Mit 37 Fahrzeugen in der Meldeliste traten so viele Fahrzeuge wie noch nie zuvor, bei einem Rennen der Langstrecken-Weltmeisterschaft in Spa-Francorchamps an.
Die Qualifikation der GT-Endurance-Fahrzeuge wurde in der LMGTE-Pro-Klasse von den beiden Werks-Ford GT bestimmt. Andy Priaulx und Harry Tincknell sicherten sich die besten Startplätze für GT-Fahrzeuge vor ihren Teamkollegen Stefan Mücke und Olivier Pla. In der LMGTE-Am-Klasse errangen Christian Ried und Matt Campbell, von Dempsey-Proton Racing, vor den Aston Martin mit Paul Dalla Lana und Pedro Lamy die beste Startposition.
Die Qualifikation der Le-Mans-Prototypen wurde nach 4 Minuten mit einer roten Flagge unterbrochen, da der SMP-Racing-BR Engineering BR1 auf der Kemmel-Geraden ausrollte. Die Qualifikation wurde fortgesetzt, doch eine zweite rote Flagge, unterbrach die Qualifikation erneut. Pietro Fittipaldi im BR Engineering BR1 von Dragonspeed verunfallte, nach einem Ausfall der Servolenkung, in der Eau Rouge. Fittipaldi wurde mit Verdacht auf den Bruch beider Beine per Hubschrauber in das Krankenhaus Hospital Center Universitaire De Liège geflogen. Aus der Pole-Position startete der Toyota TS050 Hybrid von Sébastien Buemi, Kazuki Nakajima und Fernando Alonso, obwohl das Trio nicht die beste Zeit fuhr. Das Schwesterauto mit Mike Conway, Kamui Kobayashi und José María López wurde nachträglich von den Rennkommissaren wegen einer unkorrekten Identifikationsnummer beim Benzindurchflussmengenbegrenzer des Toyota TS050 Hybrid, Strafversetzt und mussten aus der Boxengasse starten. Bestes Team der LMP2 Klasse war das Signatech Alpine Matmut Team mit Nicolas Lapierre und Pierre Thiriet.
Nicht an der Qualifikation teilnahmen beide LMP1-Prototypen vom CEFC TRSM Racing Team. In den freien Trainings fuhren die Prototypen nur jeweils eine Installationsrunde. Grund war das der Hauptsponsor, der chinesischen Energiekonzern CEFC China Energy unter Korruptionsverdacht stand und drohte verstaatlicht zu werden. Die Sponsorzahlungen an das betreibende Rennteam TRSM Racing blieben aus, dieses konnte Ginetta nicht für die Prototypen bezahlen.

## Das Rennen
Das Dragonspeed Team gab bekannt, dass durch den Unfall von Fittipaldi am Vortag, der Prototyp nicht rechtzeitig zum Rennen fertig sein würde. So machten sich 34 Wagen auf den Weg zum Start.
Nach kaum 2 Rennminuten erschien das Safety Car schon zum ersten Mal, Michael Wainwright musste mit seinem Porsche einem vor ihm gedrehten Ferrari ausweichen und landete in einem Reifenstapel. Nach dem Restart bauten die beiden Ford GT ihre Führung, in ihrer Klasse aus, bis Tincknell in der Eau Rouge Kurvenkombination, fast an der gleichen Stelle wie Fittipaldi, in einen Reifenstapel einschlug. Das Safety Car rückte ein zweites Mal aus und das Feld sammelte sich dahinter, erst nach der 90. Rennminute erfolgte der Restart. In der LMP1 Klasse dominierten die beiden Hybrid Prototypen von Toyota, nach der zweiten Safety Car Phase schaffte es Kobayashi sogar sich am führenden Alonso zurückzurunden. Nach knapp 3 Stunden schaffte es der Toyota auf die beiden, zweit- und drittplatzierten, Rebellion R13 aufzuschließen und diese schließlich zu überholen.
Eine dritte Safety Car Phase gab es 65 Minuten vor Rennende als sich der, in diesem Moment viertplatzierte, BR1 von SMP Racing mit Isaakyan am Steuer am Ausgang der Eau Rouge überschlug. Die beiden Toyota erreichten nach 6 Stunden einen Doppelsieg, in der LMP2 Klasse hatte sich der Oreca von G-Drive Racing auf den ersten Platz seiner Klasse vorgekämpft. Der übrig gebliebene Ford GT von Mücke, Pla & Johnson siegte dominant in der LMGTE Pro Klasse. Eng her ging es in den letzten Minuten zwischen den beiden Aston Martin Vantage von Aston Martin Racing und TF Sport, Erstere konnten ihre Führung aber behaupten.
Während des Rennens schaffte das Team von Larbre Compétition sich vier Durchfahrtsstrafen aufzuhalsen, man lag mit 4 Runden Rückstand auf das G-Drive Racing Team auf den letzten Platz der LMP2 Klasse. Nach dem Rennen wurde nachträglich das ursprüngliche drittplatzierte Fahrzeug von Rebellion Racing mit Lotterer, Jani & Senna disqualifiziert, Grund war das die Unterbodenplatte zu dünn und damit irregular war. Der letzte Podestplatz ging damit an das Schwesterauto mit Laurent, Menezes & Beche am Steuer.

## Ergebnisse

### Schlussklassement
| Pos.            | Klasse    | Nr. | Team                      | Fahrer                                                  | Fahrzeug                 | Runden |
| --------------- | --------- | --- | ------------------------- | ------------------------------------------------------- | ------------------------ | ------ |
| 1               | LMP1      | 8   | Toyota Gazoo Racing       | Sébastien Buemi Kazuki Nakajima Fernando Alonso         | Toyota TS050 Hybrid      | 163    |
| 2               | LMP1      | 7   | Toyota Gazoo Racing       | Mike Conway Kamui Kobayashi José María López            | Toyota TS050 Hybrid      | 163    |
| 3               | LMP1      | 3   | Rebellion Racing          | Thomas Laurent Gustavo Menezes Mathias Beche            | Rebellion R13            | 161    |
| 4               | LMP1      | 4   | ByKolles Racing Team      | Oliver Webb Dominik Kraihamer Tom Dillmann              | ENSO CLM P1/01           | 158    |
| 5               | LMP1      | 11  | SMP Racing                | Mikhail Aleshin Vitaly Petrov                           | BR Engineering BR1       | 158    |
| 6               | LMP2      | 26  | G-Drive Racing            | Roman Rusinov Jean-Éric Vergne Andrea Pizzitola         | Oreca 07                 | 156    |
| 7               | LMP2      | 38  | Jackie Chan DC Racing     | Ho-Pin Tung Gabriel Aubry Stéphane Richelmi             | Oreca 07                 | 156    |
| 8               | LMP2      | 36  | Signatech Alpine Matmut   | Nicolas Lapierre André Negrão Pierre Thiriet            | Alpine A470              | 156    |
| 9               | LMP2      | 37  | Jackie Chan DC Racing     | Jazeman Jaafar Weiron Tan Nabil Jeffri                  | Oreca 07                 | 155    |
| 10              | LMP2      | 28  | TDS Racing                | François Perrodo Matthieu Vaxivière Loïc Duval          | Oreca 07                 | 155    |
| 11              | LMP2      | 31  | Dragonspeed               | Roberto Gonzalez Pastor Maldonado Nathanaël Berthon     | Oreca 07                 | 155    |
| 12              | LMP2      | 50  | Larbre Compétition        | Erwin Creed Fernando Rees Julien Canal                  | Ligier JS P217           | 152    |
| 13              | LMGTE Pro | 66  | Ford Chip Ganassi Team UK | Stefan Mücke Olivier Pla Billy Johnson                  | Ford GT                  | 148    |
| 14              | LMGTE Pro | 92  | Porsche GT Team           | Michael Christensen Kévin Estre                         | Porsche 911 RSR          | 148    |
| 15              | LMGTE Pro | 71  | AF Corse                  | Davide Rigon Sam Bird                                   | Ferrari 488 GTE EVO      | 147    |
| 16              | LMGTE Pro | 91  | Porsche GT Team           | Richard Lietz Gianmaria Bruni                           | Porsche 911 RSR          | 147    |
| 17              | LMGTE Pro | 82  | BMW Team MTEK             | António Félix da Costa Tom Blomqvist                    | BMW M8 GTE               | 146    |
| 18              | LMGTE Pro | 97  | Aston Martin Racing       | Alex Lynn Maxime Martin Jonny Adam                      | Aston Martin Vantage AMR | 146    |
| 19              | LMGTE Pro | 95  | Aston Martin Racing       | Marco Sørensen Nicki Thiim Darren Turner                | Aston Martin Vantage AMR | 146    |
| 20              | LMGTE Pro | 81  | BMW Team MTEK             | Martin Tomczyk Nicky Catsburg                           | BMW M8 GTE               | 145    |
| 21              | LMGTE Am  | 98  | Aston Martin Racing       | Paul Dalla Lana Pedro Lamy Mathias Lauda                | Aston Martin Vantage     | 144    |
| 22              | LMGTE Am  | 90  | TF Sport                  | Salih Yoluç Euan Hankey Charlie Eastwood                | Aston Martin Vantage     | 144    |
| 23              | LMGTE Am  | 61  | Clearwater Racing         | Weng Sun Mok Keita Sawa Matt Griffin                    | Ferrari 488 GTE          | 143    |
| 24              | LMGTE Am  | 77  | Dempsey-Proton Racing     | Christian Ried Julien Andlauer Matt Campbell            | Porsche 911 RSR          | 142    |
| 25              | LMGTE Am  | 70  | MR Racing                 | Motoaki Ishikawa Olivier Beretta Eddie Cheever III      | Ferrari 488 GTE          | 142    |
| 26              | LMGTE Am  | 88  | Dempsey-Proton Racing     | Khaled Al Qubaisi Giorgio Roda Matteo Cairoli           | Porsche 911 RSR          | 141    |
| 27              | LMGTE Pro | 51  | AF Corse                  | Alessandro Pier Guidi James Calado                      | Ferrari 488 GTE EVO      | 139    |
| 28              | LMP2      | 29  | Racing Team Nederland     | Frits van Eerd Giedo van der Garde Jan Lammers          | Dallara P217             | 139    |
| 29              | LMGTE Am  | 86  | Gulf Racing UK            | Mike Wainwright Ben Barker Alex Davison                 | Porsche 911 RSR          | 137    |
| 30              | LMGTE Am  | 54  | Spirit of Race            | Thomas Flohr Francesco Castellacci Giancarlo Fisichella | Ferrari 488 GTE          | 136    |
| 31              | LMGTE Am  | 56  | Team Project 1            | Jörg Bergmeister Patrick Lindsey Egidio Perfetti        | Porsche 911 RSR          | 131    |
| Disqualifiziert |           |     |                           |                                                         |                          |        |
| 32              | LMP1      | 1   | Rebellion Racing          | André Lotterer Neel Jani Bruno Senna                    | Rebellion R13            | 161    |
| Ausgefallen     |           |     |                           |                                                         |                          |        |
| 33              | LMP1      | 17  | SMP Racing                | Stéphane Sarrazin Egor Orudzhev Matevos Isaakyan        | BR Engineering BR1       | 132    |
| 34              | LMGTE Pro | 67  | Ford Chip Ganassi Team UK | Andy Priaulx Harry Tincknell Tony Kanaan                | Ford GT                  | 26     |

### Nur in der Meldeliste
Hier finden sich Teams, Fahrer und Fahrzeuge, die ursprünglich für das Rennen gemeldet waren, aber aus den unterschiedlichsten Gründen daran nicht teilnahmen.
| Pos. | Klasse | Nr. | Team             | Fahrer                                      | Chassis            |
| ---- | ------ | --- | ---------------- | ------------------------------------------- | ------------------ |
| 35   | LMP1   | 5   | CEFC TRSM Racing | Charlie Robertson Dean Stoneman Léo Roussel | Ginetta G60-LT-P1  |
| 36   | LMP1   | 6   | CEFC TRSM Racing | Oliver Rowland Alex Brundle Oliver Turvey   | Ginetta G60-LT-P1  |
| 37   | LMP1   | 10  | Dragonspeed      | Henrik Hedman Ben Hanley Pietro Fittipaldi  | BR Engineering BR1 |

### Klassensieger
| Klasse    | Fahrer          | Fahrer           | Fahrer           | Fahrzeug             | Platzierung im Gesamtklassement |
| --------- | --------------- | ---------------- | ---------------- | -------------------- | ------------------------------- |
| LMP1      | Sébastien Buemi | Kazuki Nakajima  | Fernando Alonso  | Toyota TS050         | Gesamtsieg                      |
| LMP2      | Roman Rusinov   | Jean-Eric Vergne | Andrea Pizzitola | Oreca 07             | Rang 6                          |
| LMGTE Pro | Stefan Mücke    | Olivier Pla      | Billy Johnson    | Ford GT              | Rang 14                         |
| LMGTE Am  | Paul Dalla Lana | Pedro Lamy       | Mathias Lauda    | Aston Martin Vantage | Rang 22                         |

### Renndaten
- Gemeldet: 37[10]
- Gestartet: 34
- Gewertet: 32
- Rennklassen: 4
- Zuschauer: unbekannt
- Wetter am Renntag: warm und trocken
- Streckenlänge: 7,004 km
- Fahrzeit des Siegerteams: 6:00:50,702 Stunden
- Gesamtrunden des Siegerteams: 163[9]
- Gesamtdistanz des Siegerteams: 1.141,652 km
- Siegerschnitt: 214,7 km/h
- Pole-Position: Kazuki Nakajima & Fernando Alonso – Toyota TS050 Hybrid (#8) – 1:54,962
- Schnellste Rennrunde: Mike Conway – Toyota TS050 Hybrid (#7) – 1:57,442
- Rennserie: 1. Lauf zur FIA-Langstrecken-Weltmeisterschaft 2018/19